# وقف (إسلام)

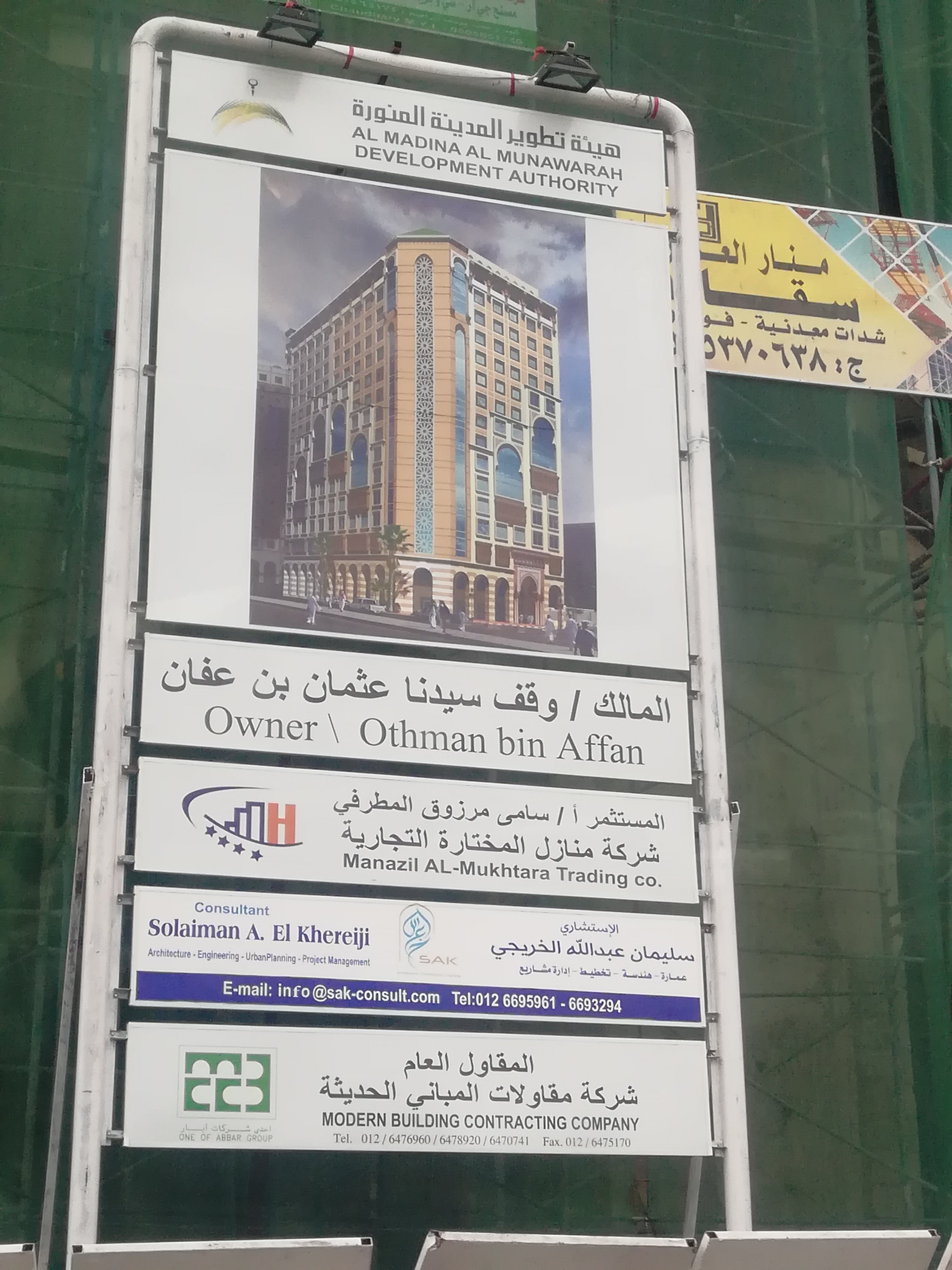
وقف عثمان بن عفان بالمدينة المنورة

الوقف مصطلح إسلامي، لغويا يعني الحبس أو المنع، واصطلاحاً هو «حبس العين عن تمليكها لأحد من العباد والتصدق بالمنفعة على مصرف مباح». ويشمل الوقف الأصول الثابتة كالعقارات والمزارع وغيرها، ويشمل الأصول المنقولة التي تبقى عينها بعد الاستفادة منها كالآلات الصناعية والأسلحة أما التي تذهب عينها بالاستفادة منها فتعتبر صدقة كالنقود والطعام وغيرها، ويختلف الوقف عن الصدقة في أن الصدقة ينتهي عطاؤها بانفاقها، أما الوقف فيستمر العين المحبوس في الانفاق في أوجه الخير حتى بعد الوفاة.

## تعريف الوقف
الوقف شرعاً: حبس مال يمكن الانتفاع به، مع بقاء عينه بقطع التصرف في رقبته، على مصرف مباح وممنوع»، وتختلف الأوقاف بحسب الديانات والمذاهب حيث يفرد لكل مذهب أو دين ديوان للوقف الذي يحكم بحسب الأحكام الفقهية لهذا المذهب أو الدين كما في العراق، حيث يعرف الوقف بأنه: (تحبيس الأصل وإطلاق منفعته وفق شروط وأحكام المذاهب الإسلامية والأديان السماوية).

## مشروعية الوقف
تستند مشروعية الوقف إلى الكتاب والسنة والإجماع:
- أما الكتاب فيدل على مشروعيته بعموم قوله تعالى: ﴿لَنْ تَنَالُوا الْبِرَّ حَتَّى تُنْفِقُوا مِمَّا تُحِبُّونَ﴾ [آل عمران:92]، وقد بادر الصحابة إلى التصدق بأحب أموالهم عند نزول هذه الآية، لما روى البخاري ومسلم، عن أنس بن مالك قال: "كان أبو طلحة أكثر الأنصار بالمدينة نخلاً، وكان أحب أمواله إليه بيرحاء، وكانت مستقبلة المسجد، وكان رسول الله ﷺ ، يدخلها ويشرب من ماء فيها طيب، فلما أنزلت:﴿لَنْ تَنَالُوا الْبِرَّ حَتَّى تُنْفِقُوا مِمَّا تُحِبُّونَ﴾ [آل عمران:92] قام أبو طلحة وقال: يارسول الله: إن الله يقول: لن تنالوا البر...الآية، وإن أحب أموالي إلي بيرحاء وإنها صدقة لله، أرجو برها وذخرها عند الله، فضعها يارسول الله حيث أراك الله، فقال ﷺ: إجعلها (أي ريعها) في قرابتك.
- مارواه أبو هريرة  ن النبي ﷺ قال:«إذا مات ابن آدم انقطع عمله إلا من ثلاث: صدقة جارية أو علم ينتفع به أو ولد صالح يدعو له»، ويفصل معنى الصدقة الجارية ماورد في سنن ابن ماجه يقول النبي ﷺ: «إن مما يلحق المؤمن من عمله وحسناته بعد موته: علماً نشره أوولدًا صالحاً تركه، أو مصحفاً ورثه، أو مسجداً بناه، أو بيتا لابن السبيل بناه أو نهراً أجراه أو صدقة أخرجها من ماله في صحته وحياته تلحقه بعد موته»، والصدقة الجارية محمولة على الوقف عند العلماء.
- وروي عن عثمان بن عفان  قال: قدم النبي ﷺ، المدينة وليس بها ماء يستعذب غير بئر رومة، فقال: "من يشتري بئر رومة، فيجعل فيها دلوه مع دلاء المسلمين بخير له منها في الجنة"، قال عثمان: فاشتريتها من صلب مالي، ومعنى الحديث أن عثمان اشترى البئر وجعلها وقفاً على المسلمين.
- روى أبو هريرة، أن خالد بن الوليد احتبس أدراعه وأعتاده في سبيل الله.
- مارواه البيهقي من أن عدداً من الصحابة تصدقوا بدورهم ومساكنهم، وجعلوها وقفاً في سبيل الله أو على ذريتهم، ويكون الوقف باطلا غير مشروع إذا قصد به الواقف مضارة ورثته، كمن يقف على ذكور أولاده دون إناثهم، لأن ذلك مما لم يأذن به الله سبحانه، بل إنه تعالى نهى عن الضرر والضرار، قال رسول الله ﷺ: «لاضر ولاضرار».
- ما روي عن عمرو بن الحارث بن المطلق أنه قال: «ما ترك رسول الله ﷺ إلاّ بغلته البيضاء وسلاحه، وأرضاً تركها صدقة». رواه البخاري.
- وقف النبي لسبع حوائط (بساتين) بالمدينة كانت لرجل يهودي.
- ما رواه ابن عمر : «أصاب عمر بخيبر أرضاً فأتى النبي ﷺ فقال: أصبت أرضاً لم أصب مالاً قط أنفس منه فكيف تأمرني به، قال: إن شئت حبست أصلها وتصدقت بها، فتصدق عمر أنه لا يباع أصلها ولا يوهب ولا يورث، في الفقراء والقربى والرقاب وفي سبيل الله والضيف وابن السبيل لا جناح على من وليها أن يأكل منها بالمعروف أو يطعم صديقا غير متمول فيه».

## تاريخ الوقف
ونظام «الوقف» هو الصيغة التي ابتكرها المسلمون للتقرب إلى الله من خلال المشاركة في بناء مجتمعاتهم وإعمار الأرض، ومن المسلم به أن نظام الوقف الإسلامي استمر على مدى ثلاثة عشر قرناً حتى آلت حال الأوقاف في العصور الأخيرة من عصور الدولة العثمانية إلى التدهور والجمود والإهمال، وتعرضت ممتلكاتها بسبب ذلك، إلى الانهيار والخراب، فقلت عائداتها وتضاءلت منافعهاورغم محاولات الإصلاح إلا انها لم تؤت الثمار المرجوة خصوصا بعد دخول البلاد الإسلامية مرحلة الاستعمار الأوروبى وخصوصا الفرنسي الذي أدرك أن أهم المؤسسات التي تدعم الطبقـــة المتعلمة الواعية في وقوفها في وجه سياسة الاستعمار وخططه هي المؤسسات التي تعتمد على الوقف كالمساجد والمدارس والزوايا والأربطة، لهذا عمد المستعمر إلى التدخل المباشر في شؤون الوقف ومؤسساته، تحت ستار إصلاح إدارتها وتحديث أنظمتها، وكان هدفه الحقيقي هو الحد من الدور الإيجابي للوقف ومؤسساته، خاصة في تنشيط الوعي الوطني ودفع حركة مقاومة المستعمر.
بانتهاء عهد الاستعمار، دخلت البلاد الإسلامية عهداً جديداً من التطور السياسي والاجتماعي تمثل في نشوء نظام الدولة الوطنية الحديثة على النمط الغربي، وكانت تركيا أول دولة إسلامية تقوم بإلغاء النظام القديم للأوقاف ووضع ممتلكاته تحت الإدارة الحكومية الرسمية، وذلك عقب تعطيل نظام الخلافة الإسلامية مباشرة، أي في العشرينيات من هذا القرن، وصدرت قوانين إلغاء الوقف الأهلي في عدد من الأقطار الإسلامية الأخرى، ففي لبنان صدرت سنة 1947، وفي سوريا 1947م، ومصر 1952م، وفي العراق 1954م، وفي المغرب 1977م، فانحصر دوره أو كاد، في رعاية المساجد وصيانتها، وفي بعض الأنشطة الدينية والثقافية، كما كانت سبباً في انقطاع الوقف بنوعيه الأهلي والخيري، وفي صمت العلماء عن الحديث عنه، والبحث في أبعاده وقضاياه.

## أول وقف في الإسلام

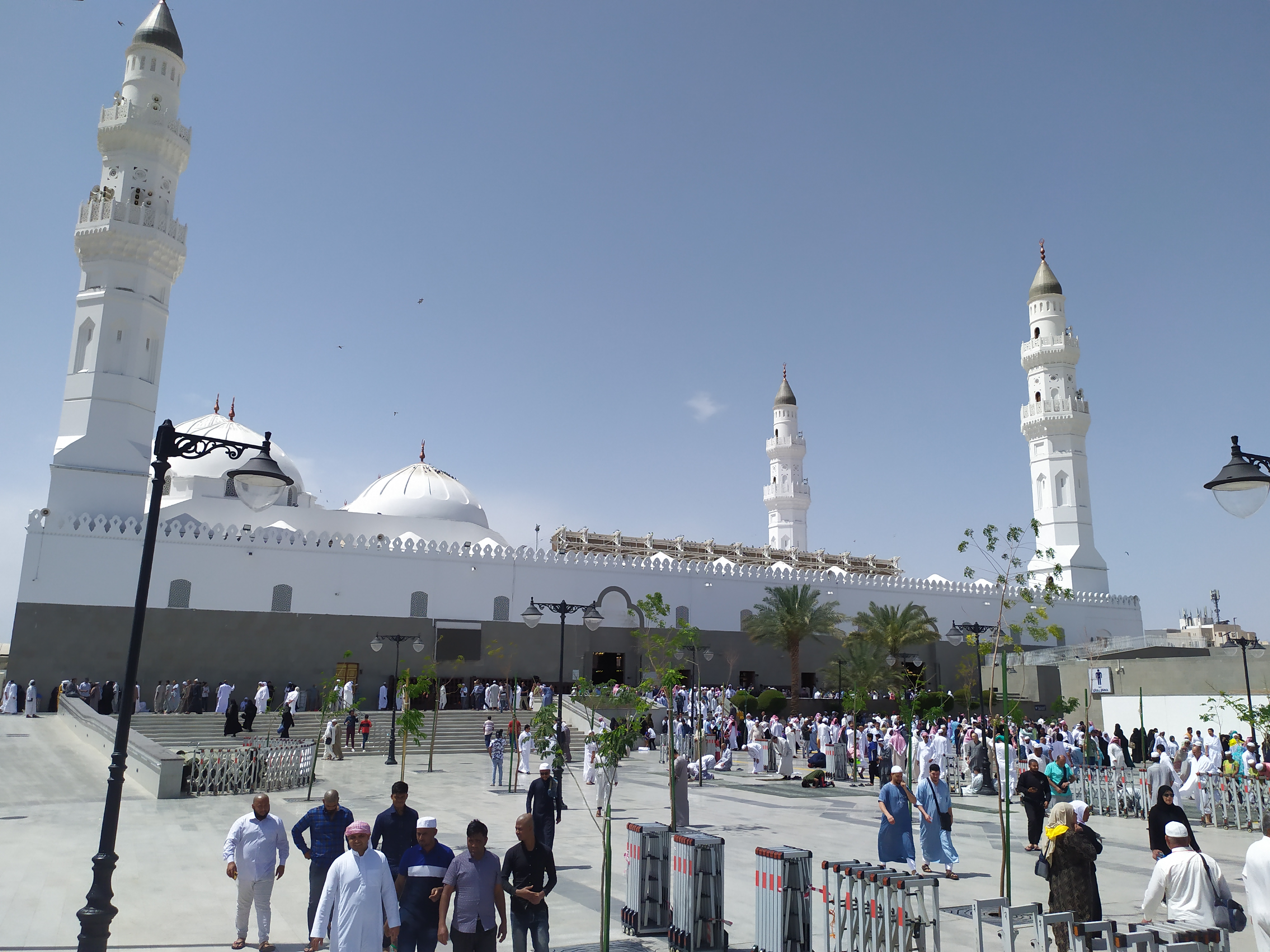
مسجد قباء في المدينة المنورة،أول وقف في الإسلام

كان أول وقف في الإسلام هو مسجد قباء الذي أسسه النبي ﷺ حين قدومه إلى المدينة مهاجراً. ثم المسجد النبوي الذي بناه ﷺ بالمدينة بعد أن استقر به المقام.
وأول وقف خيري عرف في الإسلام هو وقف سبع بساتين بالمدينة، كانت لرجل يهودي اسمه مخيريق، أوصى بها إلى النبي ﷺ حين عزم على القتال مع المسلمين في غزوة أحد، قال في وصيته: "إن أصبت ـ أي قتلت، فأموالي لمحمد ـ يضعها حيث أراه الله، فقتل، وحاز النبي ﷺ تلك البساتين السبعة، فتصدق بها، أي حبسها.
ومضى الصحابة ـ رضوان الله عليهم ـ على ما سنه النبي ﷺ ، وعملوا بما حث عليه من الإكثار من الصدقة والإنفاق مما يحبون، وسجلوا أروع الأمثلة في التطوع بأحب أموالهم إليهم.
من تلك الأمثلة وقف عمر بن الخطاب ، وقيل هو ثاني وقف في الإسلام، ففي الحديث أنه أصاب أرضاً بخيبر، فجاء إلى النبي ﷺ وقال: يا رسول الله: أصبت مالاً بخيبر لم أصب قط مالاً أنفس منه، فبم تأمرني؟ فقال: «إن شئت حبست أصلها وتصدقت بها». فتصدق بها عمر على ألا تباع ولا توهب ولا تورث، وتكون (أي منافعها وثمارها) في الفقراء وذوي القربى والرقاب والضيف وابن السبيل، ولاجناح على من وليها أن يأكل منها بالمعروف ويطعم غير متمول. ثم تتابعت الأوقاف بعد ذلك في أوجه البر والخير.
وفي العصر الأموي حدث تطور كبير في إدارة الأوقاف، فبعد أن كان الواقفون يقومون بأنفسهم على أوقافهم ويشرفون على رعايتها وإدارتها، قامت الدولة الأموية بإنشاء هيئات خاصة للإشراف عليها، وأحدث ديوان مستقل لتسجيلها.
وفي عهد العباسيين أصبحت للأوقاف إدارة خاصة مستقلة عن القضاء، يقوم عليها رئيس يسمى «صدر الوقوف» وواكب هذا التطور الإداري جهد علمي مفيد، لضبط أحكام الوقف وطرق التصرف فيه ولحماية أملاكه من الضياع، فخصه الفقهاء بمؤلفات خاصة، وأفردوا له فصولا واسعة في مدونات الفقــه الكبرى، وهذا التطور والتوسع في العناية بالأوقاف أدى إلى قيام الوقف بدور كبير في التنمية الاجتماعية على مر التاريخ الإسلامي.

## أركان الوقف
1. واقف
2. موقوف
3. موقوف عليه
4. صيغة الوقف[6]

## أقسام الوقف
- الوقف الأهلي (الذري):ما جعلت فيه المنفعة لأفراد معينين أو لذريتهم سواء من الأقرباء أو من الذرية أو غيرهم.
- الوقف الخيري: ما جعلت فيه المنفعة لجهة بر أو أكثر وكل ما يكون الإنفاق عليه قربة لله تعالى.
- الوقف المشترك: ما يجمع بين الوقف الأهلي والخيري.

## الحكمة من الوقف
1. امتثال أوامر الله عز وجل بالبذل والإنفاق.
2. تحقيق مبدأ التكافل بين أفراد الأمة والتوازن الاجتماعي حتى تسود المحبة والأخوة ويعم الاستقرار.
3. ضمان بقاء المال ودوام المنفعة به واستمرار العائد من الأوقاف المحبوسة.
4. تحقيق أهداف تنمية المجتمع في المجالات الاجتماعية والاقتصادية والتعليمية والصحية وغيرها.
5. صلة الرحم وضمان مستقبل ذوي القربى وذوي الحاجة ألا يكونوا عالة يتكففون الناس.

## صك الوقف
هو مفرد صكوك وقفية، وهي عبارة عن وثائق خطية متساوية القيمة، تصدرها مؤسسات وقفية أو من يمثلها، بعضها قابلة للتداول والاسترداد، تمثل المال الموقوف، وتقوم على أساس عقد الوقف.

### أركان خاصة لإصدار صك وقف
أما بالنسبة لإصدار الصكوك الوقفية، لابد من تحقق الأركان الخاصة بالوقف، وهي:
1. الواقفون: وهم المكتبون بالصكوك الوقفية.
2. المال الموقوف: وهو الحصيلة في الاكتتاب في النقود.
3. الموقوف عليهم: وهم الجهة التي تستفيد في الوقف.
4. صيغة الوقف: وهو أن ينص عليها بنشرة الإصدار بوضوح.

## شروط الوقف

### شروط صيغة الوقف
1. أن تكون منجزة: غير معلقة أو إضافة إلى مستقبل، كقوله: وقفت أرضي على الفقراء والمساكين، والصيغ المقترنة بالتعليقات تبطل عقود التمليكات كالهبة والصدقة والعارية، كقوله: إذا اشتريت هذه الأرض فهي وقف للفقراء، والصيغة المضافة إلى زمن قادم، كقوله: وقفت أرضي ابتداءً من السنة القادمة يصححها بعض الحنفية في صور معينة.
2. أن يكون العقد جازمًا: ولا ينعقد الوقف بوعد، كقوله: سأقف أرضي أو داري على الفقراء.
3. ألا تقترن الصيغة بشرط يناقض مقتضى الوقف، كقوله: وقفت أرضي بشرط أن لي بيعها متى أشاء.
4. أن تفيد الصيغة تأبيد الوقف: لمن لا يقول بصحة تأقيته.[10]
5. أن يكون الواقف على معين من جهة كمسجد كذا، أوشخص ما، غير نفسه.
6. أن لا يشترط أي شرط ينافيه من الشروط الفاسدة كشرط نحو بيعه أو هبته متى شاء، أو شرط خيار فيه.[11]

### شروط الواقف
1. أن يكون الوقف من مالك جائز التصرف وهو المكلف الرشيد؛ فلا يصح من صغير أو سفيه أو مجنون.
2. أن يكون أهلاً للتبرع، يتمتع بالأهلية الكاملة، عاقلا، بالغا، حرا، غير محجور عنه لسفه أو غفلة.[12]
3. ألا يكون مريضًا مرض الموت إذ يأخذ الوقف حكم الوصية في هذه الحالة.[11][13]

### شروط العين الموقوفة
1. أن يكون الموقوف عينا؛ فلا يصح وقف ما في الذمة.
2. أن يكون الموقوف مالاً متقومًا: إذ لا يتأتى وقف ما ليس من الأموال، كالأتربة في مواقعها، وما ليس بمتقوم كالخمر والخنزير.
3. أن يكون الوقف مملوكًا: فلا يصح وقف غير المملوك ، مثل: الأراضي الموات وشجر البوادي، وحيوان الصيد قبل صيده.
4. أن يكون معلومًا حين الوقف: فلا يصح وقف الشيء المجهول، كقوله وقفت جزءً من مالي، أو داري.
5. أن يكون مالاً ثابتًا: فيخرج به ما لا يبقى على حاله التي يتحقق بها الانتفاع، كالثمار، والخضروات، والثلج.[10][11]

### شروط الموقوف عليه
1. أن يكون الوقف على بر وهو اسم جامع للخير.
2. أن تكون الجهة الموقوف عليها قربة في نظر الشريعة وفي اعتقاد الواقف، فلا يجوز الوقف على المعاصي والمنكرات وأهلها،[10] ولا على والكنائس والشعائر غير الإسلامية.[14]
3. أن يكون الموقوف عليه موجودًا عند إنشاء العقد، أما انقطاع الجهة الموقوف عليها فهو محل خلاف بين الفقهاء بين من يرى عدم صحة الوقف المنقطع انتهاء فقط أو ابتداء وانتهاء، وبين من يرى صحة الوقف المنقطع مطلقا.[15]
4. تأبيد الوقف: أن تكون الجهة الموقوف عليها دائمة الوجود.[11]

## تطور الوقف على مر العصور الإسلامية

### الوقف في العصر الأول (عهد الصحابة)
كانت أوائل الوقفيات في عهد الرسول وصحابته، وكان من أول من أوقف النبي ﷺ وكانت تشمل المساجد والمزارع والأموال والدور والسلاح وغيرها، ثم تبعه صحابته الأوائل وكان هناك مجموعة من الممتلكات التي أوقفها الصحابة وأمهات المؤمنين شملت على الأراضي والعقارات والدور وغيرها ، وذكر أصحاب السير أن كل من كان له مال من الصحابة وقف وقفًا، سواء كان وقفًا ذريًا، أو خيريًا.

### الوقف في العصر الأموي
كثرت الأوقاف نظراً لاتساع الفتوحات الإسلامية التي بلغت مشارف الصين شرقاً، وحدود فرنسا غرباً وأنشئت إدارة خاصة للإشراف على الأوقاف، وخضعت إدارة الأوقاف لإشراف السلطة القضائية مباشرة، وكانت مستقلة عن السلطة التنفيذية.

### الوقف في العصر العباسي
ازداد التوسع في إنشاء الأوقاف، وكان يتولى ديوانها من يطلق عليه (صدر الوقف)، وشملت مصارف ريع الوقف الأوقاف الحضارية المدنية كالمستشفيات والمكتبات ودور الترجمة ومعاهد التعليم وغيرها.

### الوقف في عصر المماليك
اتسعت الأوقاف في عهد المماليك وكثرت واتسع نطاقها وأنشئت ثلاثة دواوين للإدارة والإشراف على الاوقاف هي:
1. ديوان لأحباس المساجد
2. ديوان لأحباس الحرمين الشريفين وجهات البر المختلفة
3. ديوان للأوقاف الأهلية.

### الوقف في العصر العثماني
اعتنى سلاطين العثمانيين بالأوقاف بدرجة ملحوظة وخاصة عند نساء بني عثمان، وتوسعت مصارف ريع الوقف لتشمل كليات الطب والخدمات الطبية لمستشفيات قائمة، مواكبة للتطور والتقدم العلمي في العصور الحديثة.

### الوقف في العصر الحاضر
قامت كثير من الدول الإسلامية في العصر الحاضر اهتماماً بالأوقاف في مجالات شتى، كما أنشأت كثير منها وزارات خاصة بالأوقاف أو إدارات خاصة تعنى بشئونها وأمورها.

## أبرز مجالات الوقف
للوقف أبعاد دينية واجتماعية واقتصادية وثقافية وإنسانية غطت أنشطتها سائر أوجه الحياة الاجتماعية وامتدت لتشمل المساجد والمرافق التابعة لها والدعوة والجهاد في سبيل الله، والمدارس ودور العلم والمكتبات، والمؤسسات الخيرية، وكفالة الضعفاء والفقراء والمساكين والأرامل، والمؤسسات الصحية.
ويستند شرعيته لأحاديث نبويه كثيرة منها: مارواه أبو هريرة، أن النبي ﷺ قال: «إذا مات ابن آدم انقطع عمله إلا من ثلاث: صدقة جارية أو علم ينتفع به أو ولد صالح يدعو له»، وقول النبي ﷺ:«إن مما يلحق المؤمن من عمله وحسناته بعد موته: علماً نشره أوولدًا صالحاً تركه، أو مصحفاً ورثه، أو مسجداً بناه، أو بيتا لابن السبيل بناه أو نهراً أجراه أو صدقة أخرجها من ماله في صحته وحياته تلحقه بعد موته».

### أولاً: بنـــاء المســـــــاجد
أهم الوظائف التي يشتمل عليها المسجد: الإمامة - الأذان - الصيانة - النظافة - التربية والتعليم - الخطابة - الوعظ والإرشاد - قراءة القرآن وتزويدها بالمصاحف - تعليم أبناء المسلمين، ومن المرافق الهامة التي ترتبط بالمسجد: محلات الوضوء، وتحتاج لدعم متصل لتزويدها بالماء الطاهر وتنظيفها وإصلاحها، وهناك مرافق أخرى: كالإنارة والتدفئة أو التبريد وكل هذه الوظائف دامت واتصلت بفضل الوقف.
وكان أول وقف في الإسلام هو بناء مسجد قباء الذي أسسه النبي ﷺ حين قدومه إلى المدينة مهاجراً، ثم المسجد النبوي.

### ثانياً: الوقفوالجهادفي سبيل الله
يؤكد مشروعيته هنا ماروى أن خالد بن الوليد حبس دروعه وأكراعه في سبيل الله، ويغطى الوقف:
- تأهيل المجاهدين.
- صناعة الأسلحة.
- إعداد العدة اللازمة من سلاح وطعام.
- فك أسرى المسلمين من أيدي الأعداء وسجل تاريخ الإسلام أوقافاً كانت مخصصة، عرفت بوقف الأسرى، ولعل أشهرها وقف صلاح الدين الأيوبي الذي كان ببلده بلبيس.

وبفضل ما تدره الأوقاف من أموال سخية في هذا المجال، قاومت الأمة الإسلامية أعداءها على مر العصور، وصدت جيوش الاستعمار في العصر الحديث، ولم ينجح المستعمر في اختراق حدودها إلا بعد أن ضعفت مؤسسة الوقف وتقلص دورها في حياة المسلمين.

### ثالثاً: الوقف والمواسم الدينية
تعتبر المواسم والأعياد الإسلامية شعائر تعبدية، فضّلها الله على غيرها وأمر بإحيائها من هذه المواسم: شهر رمضان وعيد الفطر وعيد الأضحى ويوم عاشوراء، وحرصاً على إقامة هذه الشعائر، أقام المسلمون أوقافاً خاصة بها، وشرطوا أن تخصص لإحيائها، وأن يصرف ريعها على المحتاجين للتفريج عنهم وإدخال السرور على أنفسهم.
هناك وثائق وقفية نصت على أن يصرف من ريع الوقف كل سنة:
- في يوم عاشوراء في شكل إعانات ومواد غذائية، توزع على طلبة العلم والأيتام والفقراء والمساكين.
- في كل يوم من أيام رمضان على الفقراء والمساكين وطلاب العلم، ومولت الأوقاف موائد الإفطار والسحور للصائمين من الفقراء والغرباء، ووضعت بذلك الأساس لِسُنَّةٍ حسنة لا تزال حية في بعض البلاد الإسلامية تحت شعار«موائد الرحمان»، ((كما هو معروف في مصر مثلاً)).
- في عيد الأضحى الأغنام تذبح وتوزع لحومها.

هناك أوقاف أخرى يتجلى فيها هذا البعد الديني كتلك التي كانت مخصصة للحرمين الشريفين، والزوايا، وأهل التصوف ونسخ المصاحف وقراءة القرآن، ولايتسع المجال هنا للحديث عنها.
ومن منافع ذلك النوع من أنواع الأوقاف انها تدخل السرور على قلب المرءالمحتاج حسب قول النَّبيّ ﷺ أنه قال: إن من موجبات المغفرة إدخالك السرور على أخيك المسلم: إشباع جوعته وتنفيس كربته.

### رابعاً: الوقف على المدارس
عرف تاريخ الإسلام إيقاف أموال المسلمين على التعليم وبناء المدارس، ولدينا العديد من الأمثلة على عظمة ورقى المسلمين في هذا الصدد، من أمثلة ذلك ما روى في كتب التاريخ حول:
- روى الرحالة الشهير ابن جبير: أنه شاهد في بغداد نحو ثلاثين مدرسة، كل واحدة منها في قصر وبناية كبيرة.... أشهرها وأكبرها «المدرسة النظامية»، ولهذه المدارس أوقاف وعقارات للإنفاق عليها وعلى العلماء والدارسين فيها، وكان وقف «نظامية بغداد» خمسة عشر ألف دينار شهرياً، وتخرج منها أكابر العلماء.
- تحدث ابن جبير عما شاهده من هذه المدارس في القاهرة ودمشق وغيرها بأنه تأسست المدارس الموقوفة الخاصة بأبناء الفقراء والأيتام واللقطاء.
- ويعطي ابن خلدون أمثلة على ما كان في بغداد وقرطبة والكوفة والبصرة والقيروان وفاس من مراكز علمية، ويتحدث عما شاهده في القاهرة من التطور العلمي وازدهار المدارس.
- ويذكر التاريخ فضل صلاح الدين الأيوبي في إنشاء المدارس العلمية في جميع المدن التي كانت تحت سلطانه، في مصر ودمشق والموصل وبيت المقدس.

### خامساً: الوقف على المكتبات
انتشرت المكتبات التي أوقفها المسلمون في جميع بلاد المسلمين في بغداد ومصر والشام والأندلس والمغرب على مَرِّ التاريخ، وهناك أمثله عديدة توضح المستوى الذي كانت عليه تلك المكتبات:
1. حوت المكتبة التي أوقفها ابن مليس الوزير الفاطمي على: غرف عديدة للمطالعة، وقاعات خاصة للمحاضرات والمناظرات، وقاعة خاصة لتوجيه الباحثين والناشئين، وأعطيت من ريع وقفها مرتبات لطلبة العلم والعلماء والقائمين عليها.
2. يقال أن المكتبة التي أوقفها بنو عَمَّار في طرابلس الشام، كانت آية في السعة والضخامة، وإنها اشتملت على مليون كتاب.
3. يصف لنا ابن جبير عن المكتبات التي أوقفها المسلمون في مصر فيقول: «ومن مناقب هذا البلد (أي مصر)، ومفاخره أن الأماكن في هذه المكتبات قد خصصت لأهل العلم فيهم، فهم يفدون من أقطار نائية فيلقى كل واحد منهم مأوى يأوي إليه ومالاً يصلح به أحواله، وبلغ من عناية السلطان بهؤلاء الذين يفدون للاستفادة العلمية، أن أمر بتعيين حمامات يستحمون فيها، وخصص لهم مستشفى لعلاج من مرض منهم، وخصص لهم أطباء يزورونهم وهم في مجالسهم العلمية، وخصص لهم الخدم لقضاء حاجاتهم.

### سادساً: الوقف في المجال الصحي
لعب الوقف دوراً مهماً في الرعاية الصحية، ضمن منظومة الأنشطة الوقفية التي عمت المجتمعات الإسلامية، فالتقدم العلمي وازدهار علم الطب والصيدلة والكيمياء كان ثمرة من ثمرات نظام الوقف الإسلامي، وبلغ من عناية المسلمين بالرعاية الصحية وتطوير خدماتها، أن خصصت أوقافا على رعاية المرضى دون تمييز بين فقير وغنى، وهذه الخدمات من علاج وعمليات وأدوية وطعام، كانت مجــــــــــانــــــــــــاً بفضل الأوقاف التي كان المسلمون يرصدونها لهذه الأغراض الإنسانية، إذ كانت الرعاية الصحية في البلاد الإسلامية من أعمال البــــر والخيــــــــــر، ولم تكن هناك وزارات للصحة كما في العصر الحاضر.
وكان للأوقاف أثر حميد في النهوض بعلوم الطب، لأن دور المستشفيات التي ينفق عليها من الأوقاف لم يقتصر على تقديم العلاج، وإنما تعدى ذلك إلى تدريس علم الطب، وتخصيص قاعات داخل المستشفيات للدروس والمحاضرات.

#### مجالات الوقف على الخدمات الصحية

##### وقف المستشفيات
أبدع المسلمون في تشغيل المستشفيات الوقفية والإنفاق عليها ورعاية المرضى، وأحياناً يكون الوقف هو المصدر الوحيد على المستشفيات والمعاهد الصحية، واستمر هذا قروناً، ولم تكن هذه المستشفيات أماكن للعلاج فقط، بل كانت أيضاً معاهد للتعليم في مجال الطب والتمريض، كما كان يُكفل للمريض فيها العلاج والغذاء والكسوة وجميع متطلباته، ومن الأمثلة على ذلك: (المارستان المنصوري بالقاهرة)، الذي أنشئ سنة: (683هـ)، وقد أُعد فيه الكثير من الأدوية والمرافق الخدمية.

##### الوقف على التعليم الطبي
اهتم المسلمون مبكراً بتأسيس الأوقاف التعليمية الصحية وتهيئة الكادر الصحي في صيغ وقفية، وتحديد مدرس وأستاذ في الطب والوقف عليه وعشرة طلبة، وتخصيص مكاناً ومكتبة وموظفين، وقد وُجدت في صيغ وقفيات عبد الرحمن كتخذا.

##### وقف المصانع الخاصة بإنتاج المواد الطبية
وهي المصانع المنتجة لما يتعلق بالأجهزة الصحية أو الأدوية، وقد تم تحديد صناعة الأجهزة الطبية كواحدة من المجالات المستهدفة للنمو، وتم إدراجها ضمن المجالات الاقتصادية القومية الرئيسية للرعاية الصحية، ومنها ما أعلنته الحكومة الماليزية عن ثمانية مشروعات في قطاع صناعة الأجهزة الطبية.

##### بعض الأمثلة لبيان مستوى الخدمات الطبية
- أول مستشفى كبير في تاريخ الحضارة الإسلامية هو «البيمارستان» الذي أمر ببنائه هارون الرشيد ببغداد، ثم توالت بناء المستشفيات حسب نظام الوقف حتى أصبح ببغداد وحدها في مطلع القرن الرابع الهجري خمسة مستشفيات.
- بنــــــــاء أحيــــــاء طبيــــة متكـــامـــــلــة: تحدث ابن جبير في رحلته: أنه وجد في بغداد حياً كاملاً من أحيائها يشبه المدينة الصغيرة يسمى بسوق المارستان، يتوسطه قصر فخم جميل وتحيط به الرياض والمقاصير والبيوت المتعددة، وكلها أوقاف وقفت على المرضى، وكان يؤمه الأطباء والصيادلة وطلبة الطب، وكانت النفقات جارية عليهم من الأموال الوقفية المنتشرة ببغداد.
- المستشفيات الوقفية التي أنشئت في مصر: مثل: مستشفى أنشأه الفتح بن خافان ومستشفى أمير مصر أحمد بن طولون والمستشفى التي أنشأها صلاح الدين الأيوبي، وتحدث المؤرخون والرحالة عن المستشفى التي أنشأه الملك قلاوون بمصر، وجعله وقفاً لعلاج مرضى المسلمين، قال عنه ابن بطوطة: إنه يعجز الوصف عن محاسنه، وقد أعد فيه من الأدوية والمرافق الخدمية ما لايحصى.
- المنشآت الصحية بمدن الأندلس: كثرة المنشات الصحية فيها حتى أن مدينة قرطبة وحدها كان بها خمسون مستشفى، أوقفها الخلفاء والأمراء والموسرون، وكذلك الحال في المغرب الأقصى حيث انتشرت المستشفيات في أهم المدن وتحدث عنها المؤرخون بإسهاب، ومن أهمها مستشفى سيدي فرج بفاس التي خصص جزءا منها لعلاج طير اللقلاق، وجزءا خصص للموسيقيين الذين يزورون المرضى مرة كل أسبوع للترفيه عنهم.

### سابعاً: الرعاية الاجتماعية
تعددت أنواع الوقف في هذا المجال عبر التاريخ الإسلامي فهناك:
- أوقاف للّقطاء واليتامى لإيوائهم ورعايتهم وختانهم.
- أوقاف مخصصة لرعاية المقعدين والعميان والشيوخ والعجزة، وأوقاف لإمدادهم بمن يقودهم ويخدمهم.
- وأوقاف لتزويج الشباب والفتيات ممن تضيق أيديهم وأيدي أوليائهم عن نفقاتهم، وفي بعض المدن دور خاصة حبست على الفقراء لإقامة أعراسهم.
- وأوقاف لإمداد الأمهات المرضعات بالحليب والسكر، ويذكر المؤرخون بإعجاب شديد أن من محاسن صلاح الدين الأيوبي أنه جعل في أحد أبواب القلعة بدمشق ميزاباً يسيل منه الحليب، وميزابا يسيل منه الماء المحلى بالسكر، تأتي إليهما الأمهات في كل أسبوع ليأخذن لأطفالهن ما يحتاجون إليه من الحليب والسكر.
- وأوقاف لإنشاء دور للضيافة والاستراحة (الخانات).
- وأوقاف لقضاء الديون عن المعسرين، وأوقاف للقرض الحسن، وأوقاف لتوفير البذور الزراعية، ولشق الأنهار وحفر الآبار.
- ومن أهم المنشآت الاجتماعية التي نشأت في المجتمعات الإسلامية، بفضل الاهتمام بالوقف، أسبلة المياه الصالحة للشرب (السقايات) وكان من تقاليد الوقف أن تلحق الأسبلة بالمساجد، وغالباً ما تكون وسط المدينة أو على طرق القوافل، لتكون في متناول الجميع. وشاع الوقف لهذا الوجه من البِرِّ في سائر أنحاء العالم الإسلامي، لعظيم فضلها وثوابها.
- وهناك أوقاف مشهورة في التاريخ لتزويد مكة المكرمة بالماء الطاهر الطيب، أشهرها وقف السيدة زبيدة زوج هارون الرشيد، وما زال يعرف بعين زبيدة.

### ثامناً: الوقف الإعلامي
للإعلام دوراً كبيراً في التعريف بحقوق الإنسان وتعليمه والنهوض به والدعوة الى الله، والوقف عليه لا يخرج عن الأغراض التي كان يقف لها السلف الصالح، فالإعلام إما تعليم أو دعوة أو دفاع عن القضايا أو تسلية وترفيه، ولا يختلف الوقف الإعلامي عن الوسائل التي نص عليها الفقهاء مثل الوقف على المساجد والمدراس والمستشفيات والايتام والجامعات وغيرها.
وقد نص القرآن والسنه على وجوب العمل الإعلامي المنضبط بالضوابط الشرعية، قال تعالى {وَأَنزَلْنَا إِلَيْكَ الذِّكْرَ لِتُبَيِّنَ لِلنَّاسِ مَا نُزِّلَ إِلَيْهِمْ وَلَعَلَّهُمْ يَتَفَكَّرُون}، وفي حديث عبد الله بن عمرو بن العاص رضي الله عنهما أن النبي ﷺ قال "بلغوا عني ولو آية، وحدثوا عن بني إسرائيل ولا حرج، ومن كذب علي متعمدا فَلْيَتَبَوَّأْ مقعده من النار"، فالشرع والعقل يؤكد وجوب الإعلام الإسلامي، وضرورة الوقف عليه للقيام بوظائفه الإعلامية التي أوجبها الشرع.

#### وظائف الوقف الإعلامي
1. تبليغ دعوة الإسلام ونشرها بين الناس، وكشف الباطل ودحضه، وتحذير الناس من الانخداع به.
2. إيصال الحق إلى الناس ليقتنعوا به ويتخذوه مسلكاً في حياتهم.
3. التعليم والتربية، وذلك ببث برامج خاصة للتعليم عن بعد، أو التدريب المهني، أو انتاج برامج تعليمية متوافقة مع المنهج المدرسي.
4. إيصال المعلومات العامة عن أحوال العالم والطقس والبيئة وغيرها من الخدمات التي تعين الناس في حياتهم اليومية.
5. صرف الناس عن الترفيه واللهو المحرم، وإيجاد بدائل إسلامية مباحة، تملأ فراغهم بالترفيه المباح.
6. تحقيق التعاون والتعارف والتآلف بين الناس، والعمل على وحدة الأمة الإسلامية.
7. توعية الناس بما يصلح لهم أمر دينهم ودنياهم.
8. التنمية الشاملة للمجتمع خلقياً واجتماعياً واقتصادياً وسياسياً.
9. تثقيف المجتمع بثقافة إسلامية تجعله يتفاعل معه بإيجابية، ويفهم واقع حياته.[22][26][27]

#### آثار عدم الوقف على المجال الإعلام
نتج عن غياب التمويل الإسلامي في المجال الإعلامي نتائج خطيرة ساهمت في تأخر الإعلام الإسلامي، وعدم قيامه بالدور المنوط به والمنشود منه، ومن نتائج ذلك ما يلي:
1. أصبح المضمون الإعلامي متأخراً جداً في سلم الأولويات، وأصبحت كثير من الوسائل الإعلامية لا تهتم إلا بما فيه ربح ويعود عليها بفائدة مادية وإن كان ما يقدم غثاء.[28]
2. نتج عن ذلك أيضاً دخول المال الخبيث للإعلام، وأصبح أكثر الإعلام في العالم العربي والإسلامي لا يقوم بدوره المنوط به ولا يقدم الرسالة الحضارية التي تدخل على أمتنا.
3. انشغال أكثر وسائل الإعلام بالبرامج التي لا تبني أمة ولا تنشأ حضارة، وأصبحت أكثر البرامج ترفيهية ما كانت تشجع على الرقص أو الغناء.[29]

#### حاجات المؤسسات الوقفية إلى وسائل الإعلام
كما أن المؤسسات الإعلامية تحتاج إلى التمويل عن طريق الوقف، فكذلك مؤسسات الوقف بحاجة إلى وسائل الإعلام، لتستفيد منها في جوانب عديدة من أهمها:
1. إحياء سنة الوقف وذلك بتعريف الناس به وحثهم عليه وبيان ما فيه من الثواب الجزيل والأجر العظيم.
2. تعريف الجماهير بالمؤسسات الوقفية وأنشطتها وتحسين صورتها في أذهانهم والإعلان عن كل أنشطتها.[30]
3. بيان المجالات التي من الممكن أن يتم الوقف لها، وتسليط الضوء على ما يحتاج إلى تمويل منها، وتوجيه الناس إلى الوقف على ما يحقق النمو الاجتماعي والثقافي ويسد حاجات المجتمع المسلم.
4. تطوير الوقف من خلال الدراسات والبحوث والمؤتمرات التي تنشرها وسائل الإعلام.
5. التسويق للخدمات الوقفية والمنتجات التي تنتجها.
6. المحافظة على العين الموقوفة فترة أطول، بتوعية المستفيدين منها بضرورة الحفاظ عليها ورعايتها، حتى يستمر نفعها لهم ولمن يأتي بعدهم من المستفيدين.

## الآثار الاجتماعية للوقف
كان للوقف الدور الكبير والأثر الفعال في تعزيز الحياة الاجتماعية، وترسيخها على مدى القرون الماضية، ومن الآثار الاجتماعية المترتبة عليه ما يلي:
1. أشاع الوقف روح التضامن والتراحم والتواد بين أفراد المجتمع، وحماهم من الأمراض الاجتماعية التي تنشأ في المجتمعات التي تظهر فيه الصراعات الطبقية بين المستويات الاجتماعية المختلفة، وهناك دولاً متقدمة بدأت تتوسع في ظاهرة العمل الخيري، كالولايات المتحدة، وهي غير مسلمة، فشجعت الشركات والأثرياء، ومنحتهم إعفاءات، لمن يقدم منهم على الأعمال الخيرية، مما أدى لزيادة المؤسسات الخيرية وتضاعف الهبات حتى بلغت مئات الملايين في وقت مبكر من هذا القرن.[32]
2. للوقف دوراً كبيراً في توزيع الثروات، وعدم حبسها وتجمعها بأيادي محدودة، مما يجعلها أكثر تداولاً بين الناس، لأنَ الواقف عندما يوصي بتوزيع غلات الوقف على جهة من الجهات، فهذا يعني توزيع الأموال على جهات متعددة ولا يتأثر المالك بها.[33]
3. تعزيز وتقوية أواصر المحبة، والانتماء بين أفراد المجتمع، وكأنهم جسد واحد، تحقيقاً لقول الرسول صلى الله عليه وسلم في حديث النعمان بن بشير رضي الله عنهما قال قال رسول الله ﷺ "مثل المؤمنين في توادهم وتراحمهم وتعاطفهم مثل الجسد إذا اشتكى منه عضو تداعى له سائر الجسد بالسهر والحمى"[34]، فالواقف استشعر دوره المناط به من أمواله لسد حاجة المجتمع، والمستفيد من الوقف يستشعر بعين التقدير مدى حاجته للانتماء لجسد المجتمع الواحد، الذي قام اغنياؤه بإسعاد فقرائه من خلال نظام الوقف.[35]
4. يؤدي الوقف لتحقيق العدالة في المجتمع، عن طريق المساواة بين أفراده، فالفقير يكون حاله كحال الغني في الحصول على المتطلبات الأساسية في الحياة، وهذا كله يحصل عليه عن طريق الأوقاف، بل إن بعض الأوقاف كان يخصص ريعها للفقراء دون الأغنياء.[32][36]
5. استطاعت الأوقاف أن تقضي على ظاهرة التفكك الأسري في المجتمع، وتعزز الجانب الأخلاقي والسلوكي فيه، عن طريق القضاء على مصادر الانحراف في النساء اللائي لا يوجد لهن أهل أو أقرباء، فهذه الأوقاف صيانة لهن عن الوقوع في حبال الرذيلة والانحراف، والاهتمام الذي يلاقينه في التمسك بالعبادة ودراسة القرآن في هذه الأوقاف، وكذلك الاهتمام بهن عن طريق الانفاق عليهن من الأرزاق.[32]
6. لعبت الأوقاف دوراً كبيراً في التلاقح الفكري والمعرفي بين كل دول العالم الاسلامي، فأهل المشرق يذهبون الى المغرب لطلب العلم والمعرفة والعكس، وهؤلاء الطلبة قد وجدوا كل شيء مهيئاً لهم، عن طريق المدارس والمساجد المخصصة لطلب العلم، وهي عبارة عن أوقاف أوقفها الواقفون على طلب العلم، وقد لفتت ظاهرة بناء المدارس والربط والزوايا الموقوفة في القاهرة نظر العلامة ابن خلدون، فذكر في مقدمته الوضع الاجتماعي في مصر أيام صلاح الدين الأيوبي بقوله "فاستكثروا من بناء المدارس والزوايا والربط، وأوقفوا عليها الأوقاف المغلة، فكثرت الأوقاف وعظمت الغلات والفوائد، وكثر طالب العلم ومعلمه بكثرة جرايتهم منها، وارتحل إليها الناس في طلب العلم من العراق والمغرب، ونفقت بها أسواق العلوم وزخرت بحارها".[32][37]
7. أدى نظام الوقف والرعاية الاجتماعية إلى تمكين أناس من تحسين مستوياتهم العلمية والثقافية والاقتصادية، فبدأوا بدراسة علم الطب ليكونوا أطباء، وبالتالي تتحسن مواقعهم بين أبناء المجتمع مالياً واجتماعياً، وكذلك فإن منهم من درس دراسة موسعة، وانتقل بين أرجاء العالم الإسلامي وأصبحت له شهرة واسعة أهلته ليكون قاضياً أو مفتياً، وهذا كله بفضل الله ثم بفضل الأوقاف التي ساعدته على ذلك.[38]

## الإرصاد وعلاقته في الوقف
الإرصاد: تخصيص الإمام غلة بعض أراض بيت المال لبعض مصارفه، كأن يجعل الحاكم غلة بعض الأصول والمباني أو المزارع التابعة لبيت المال على مصالح عامة كالمساجد، أو على من راتبه على الدولة كالأئمة أو المؤذنين، أو تخصيص ريع الوقف لسداد ديونه لضرورة إعماره، وهناك اعتبارين للإرصاد:
- اعتبار الإرصاد غير الوقف، لعدم توافر أهم شروط الوقف وهو أن يكون الموقوف مملوكًا فلا يصح وقف غير المملوك، والمرصِد أو السلطان لا يملك ما أرصده، بل هو تعيين شيء من بيت المال على بعض مستحقيه.[43]
- اعتبار الإرصاد وقفا، لعدم اختلال شروط الوقف، فالإمام الذي يقف شيئا من بيت المال فهو مثل وكيل الوقف وهو وكيل عن المسلمين في التصرف.[44][45]

### الفرق بين الوقف والإرصاد
يرى جمهور الفقهاء أن الإرصاد يختلف عن الوقف بوجوه منها:
1. الإرصاد لا يكون إلا من الإمام أو ممن ينوب عنه، بخلاف الوقف فإنه يكون من الإمام ومن غيره.
2. الإرصاد لا يكون إلا من أموال بيت المال والتصرف في بيت المال يناط بالإمام ونوابه،[40] بخلاف العين الموقوفة فإنها تكون ملكًا للواقف قبل أن يقفها؛ ولذلك لا يعتبر الفقهاء الإرصادات أوقافًا حقيقية.[46]
3. شرط الواقف معتبرة في الوقف إذا لم تخالف الشرع،[43][46] أما الإرصادات باعتبارها أوقاف السلاطين من بيت المال؛ فقد اختلف الفقهاء في مراعاة شروطها.[46]
4. يختلف الوقف عن الإرصاد في أنه لا يجوز اشتراك اثنين فأكثر في وظيفة واحدة من وظائف الأوقاف، في حين يجوز اشتراك اثنين فأكثر في وظيفة من إرصادات السلاطين.[40]
5. يختلف الإرصاد عن الوقف في أن المرصد عليه يكون من مستحقي بيت مال المسلمين، في حين لا يشترط في الموقوف عليه أن يكون من مستحقي بيت المال.[47]
6. أول من أحدث وقف أراضي بيت المال على جهات الخير هو: نور الدين الشهيد صاحب دمشق، ثم صلاح الدين يوسف صاحب مصر، على أنه إرصاد وإفراز من بيت المال على بعض مستحقيه ليصلوا إليه بسهولة.[40]
7. لا فرق بين الوقف والإرصاد عند الإمامية، فإن الإرصاد هو وقف المال العام على العنوان العام المساوي له، فالأرض المملوكة للدولة أو للمسلمين يمكن أن يوقفها الحاكم على مصلحة عامة للمسلمين؛ كمدرسة أو مشفى.[48]

## وصلات خارجية
- تحرير نظام الوقف الإسلامي
- الوقف على وسائل الإعلام
- الآثار الاجتماعية للأوقاف